# Little Apple
«Little Apple»  (en chino tradicional, 小蘋果; en chino simplificado, 小苹果; pinyin, Xiǎopíngguǒ) es un sencillo de Chopstick Brothers (筷子兄弟), un dúo formado por Wang Taili (王太利) y Xiao Yang (肖央), lanzado como un promocional de la canción de la película Old Boys: El Camino del Dragón (老男孩之猛龙过江). Desde su lanzamiento, rápidamente se ha alcanzado una gran popularidad en el ciberespacio chino, lo que es un considerado un fenómeno de internet y tuvo un éxito a nivel mundial, con parodias, flashmobs y covers por todo el mundo.

## Videoclip
El video musical de la canción en Youku muestra escenas de baile cuadrado chino, entretejido con varios cuentos breves sobre el amor y el romance resultante de la desaprobación de un compañero masculino de la apariencia de su novia, resultando en un intento fallido de cirugía plástica. Contiene elementos de Corea de la década de 1950, y las leyendas de Adán y Eva y utiliza el chinglés (mezcla de idiomas chino e inglés) de una manera expresiva para retratar la tensión subyacente de la apariencia. La danza cuadrada en el video musical también ha ganado popularidad en el público. La versión coreana del video musical fue modificada para adaptarse al público k-pop. Bae Seul-ki también protagonizó el video.

## Recepción
La canción ya venía siendo famosa poco después de su lanzamiento, el 29 de mayo de 2014. Desde el momento de su liberación, su videoclip ha sido adaptado en varias parodias por el público,pero algunos críticos han criticado la canción por su escaso valor artístico.

## Rendimiento de gráficos
Esta canción también ha alcanzado posiciones altas en las principales listas en línea en China. Alcanzó el puesto número uno en el CCTV Global Chinese Music Chart (全球 中文 音乐 榜), que se publica cada sábado.
La canción, calificada por un comentarista como «canción de lavado de cerebro», también trae a colación los factores psicológicos que contribuyen a su éxito: su ritmo simple y las letras causan el "efecto earworm", obligando a la gente a escucharla una y otra vez. Otra razón a la que se refería más adelante es el "efecto de la bola de nieve", que significa que la gente tiende a seguir a otros en una tendencia, sugiriendo que algunas personas no pueden realmente como la canción, pero ciegamente siguiendo a otros.

## Versiones

### Vídeo de reclutamiento del ejército
El ministerio de Defensa chino liberó un vídeo con la canción el 27 de julio de 2014, como parte de su campaña de reclutamiento para el Ejército. Las imágenes de características del vídeo de los soldados que bailan el baile cuadrado en el vídeo de música original, junto con algunas escenas de las sesiones de formación del Ejército y algunas palabras de ánimo.

### T-ara Versión
La banda femenina surcoreana T-ara lanzó un cover chino/coreano de "Little Apple", presentando a los Chopstick Brothers, el 24 de noviembre de 2014. La canción fue producida por Shinsadong Tiger y fue lanzada como un sencillo digital por MBK Diversión, siendo distribuido por KT Music. Los Chopstick Brothers también fueron presentados en el videoclip de T-ara.
Es la primera vez que un artista K-pop lanza una versión cover de un canción C-pop.

### Otras versiones
Strawberry, May Ng y Stella Chen de RED People, también conocido como Amoi-Amoi, lanzaron una versión cover de la canción, incluyendo varios frutos de Malasia. El video incluye escenas del video musical original de Chopstick Brothers, así como del video musical de T-ara. El artista de power metal noruego PelleK subió una cover de esta canción en su canal de YouTube Pellekofficial el 14 de enero de 2015 en un estilo de metal y ha sido a la vez felicitado y criticado por su pronunciación del chino.

## Premios
- Premio American Music de 2014: Premio a la Canción Internacional[13]
- Mnet Asian Music Awards: Tema del año en China[14]

Cuando "Little Apple" ganó el Premio (AMA) a la Canción Internacional en noviembre de 2014, los Chopstick Brothers, de hecho junto con otros dos, dieron un labio vivo-synched rendimiento de él. Aun así, los espectadores americanos no lo vieron porque estuvo hecho durante un corte de publicidad.